# Enrique Normand
Pour les articles homonymes, voir Normand (homonymie).
Enrique Normand Faurie, né le 4 décembre 1885 à Valladolid (Espagne) et mort le 14 octobre 1955 à Madrid, est un footballeur espagnol des années 1900 et 1910 qui jouait au poste de milieu de terrain.

## Biographie
Fils de parents français, Enrique Normand devient ingénieur industriel et travaille comme fonctionnaire dans l'administration de l'État espagnol. Il est un des fondateurs du Real Madrid en 1902, club avec lequel il joue jusqu'en 1908.
En 1909, il joue un match de Coupe d'Espagne avec FC Barcelone (le 5 avril 1909 face à l'Español de Madrid, défaite 3 à 2), une procédure standard au moment où les équipes ont été renforcées dans les matches de ce tournoi avec des joueurs d'autres équipes, mais il a continué à appartenir au club de Madrid jusqu'en 1915, date à laquelle il a mis fin à son contrat et a rejoint sa dernière équipe, le Stade français.
À Séville, il fonde le Betis Tennis Club, et devient dirigeant du Real Betis Balompié.